# Girolamo Bernerio
Girolamo Bernerio, O.P. (Correggio, 1540 - Roma, 5 de agosto de 1611) foi um cardeal do século XVII.

## Biografia
Nasceu em Correggio em 1540. De família nobre. Filho de Pietro Bernerio e Antonia Doria. Seu sobrenome também está listado como Bernieri. Ele também era conhecido como o Cardeal d'Ascoli. Outros cardeais membros de sua família foram Scipione Cobelluzzi (1616), Francesco Cennini de' Salamandri (1621) e Desiderio Scaglia, (1621).
Entrou na Ordem dos Pregadores (Dominicanos). Estudou literas humaniores, artes liberais, filosofia e teologia. Obteve o título de magister.
Leitor de Sagrada Teologia. Membro da comunidade do convento dominicano de Cremona. Teólogo do Cardeal Niccolò Sfondrati, bispo de Cremona, futuro Papa Gregório XIV. Inquisidor em Gênova. Prior do convento dominicano de Santa Sabina, Roma.
Eleito bispo de Ascoli-Piceno em 22 de agosto de 1586. Consagrado em 7 de setembro de 1586 na Basílica de Ss. XII Apostoli, Roma, pelo Cardeal Giulio Antonio Santoro, assistido por Giulio Masetti, bispo de Reggio Emilia e por Ottaviano Paravicini, bispo de Alessandria.
Criado cardeal sacerdote no consistório de 16 de novembro de 1586; recebeu o gorro vermelho e o título de S. Tommaso em Parione, em 14 de janeiro de 1587. Optou pelo título de S. Maria sopra Minerva, em 8 de novembro de 1589. Protetor da Ordem dos Servitas no pontificado do Papa Sisto V. Participou do primeiro conclave de 1590, que elegeu o Papa Urbano VII. Participou do segundo conclave de 1590, que elegeu o Papa Gregório XIV. Participou do conclave de 1591, que elegeu o Papa Inocêncio IX. Participou do conclave de 1592, que elegeu o Papa Clemente VIII. Durante o ano do Jubileu de 1600, ele encomendou várias obras para Lavinia Fontana, uma pintora que ele tinha em alta conta. Optou pelo título de S. Lorenzo em Lucina, 17 de junho de 1602. Cardeal protoprete. Prefeito da Sagrada Congregação do Índice de 1603 até sua morte. Optou pela ordem dos cardeais bispos e pela sé suburbicária de Albano, em 16 de junho de 1603. Renunciou ao governo da diocese de Ascoli-Piceno antes de 7 de janeiro de 1605. Participou do conclave de março de 1605, que elegeu o Papa Leão XI. Participou do conclave de maio de 1605, que elegeu o Papa Paulo V. Optou pela sé de Porto e Santa Rufina, a 7 de fevereiro de 1607. Subdecano do Sacro Colégio dos Cardeais.
Morreu em Roma em 5 de agosto de 1611. Sepultado na capela de S. Giacinto, por ele fundada, na igreja de S. Sabina, Roma.